# كابروني كا.1 (1910)
كابروني كا.1 (بالإنجليزية: Caproni Ca.1)‏ هي طائرةٌ إيطاليَّة، صنعتها شركة كابروني للطائرات، وكان أول تحليقٍ لها في 27 مايو 1910.